# Cliff Lee
Clifton Phifer Lee, detto Cliff (Benton, 30 agosto 1978), è un ex giocatore di baseball statunitense.

## Minor League
Lee venne selezionato al 4º giro del draft amatoriale del 2000 come 105a scelta dai Montreal Expos. Nello stesso anno iniziò con i Cape Fear Crocs A finendo con una vittoria e 4 sconfitte, 5.24 di ERA e .281 alla battuta contro di lui in 11 partite tutte da partente (44.2 inning). Nel 2001 con gli Jupiter Hammerheads A+ finendo con 6 vittorie e 7 sconfitte, 2.79 di ERA e .199 alla battuta contro di lui in 21 partite di cui 20 da partente (109.2 inning).
Nel 2002 giocò con tre squadre finendo con 12 vittorie e 5 sconfitte, 3.64 di ERA e .205 alla battuta contro di lui in 26 partite tutte da partente (146.0 inning). Nel 2003 giocò con tre squadre finendo con 7 vittorie e una sconfitta, 2.82 di ERA e .235 alla battuta contro di lui in 14 partite tutte da partente (79.2 inning).
Nel 2007 giocò con tre squadre finendo con 2 vittorie e 3 sconfitte, 3.00 di ERA, .194 alla battuta contro di lui in 10 partite tutte da partente (48.0 inning). Nel 2010 con i Tacoma Rainiers finendo con nessuna vittoria o sconfitta, 0.00 di ERA, .158 alla battuta contro di lui in una singola partita (6.0 inning).

## Major League

### Cleveland Indians (2002-2009)
Il 27 giugno 2002 venne preso dai Montreal Expos con Brandon Phillips, Grady Sizemore e Lee Stevens in cambio di Bartolo Colón e Tim Drew. Debuttò nella MLB il 15 settembre 2002 contro i Minnesota Twins. Chiuse la sua prima stagione con nessuna vittoria e una sconfitta, 1.74 di ERA e .171 alla battuta contro di lui in 2 partite da partente (10.1 inning). Nel 2003 finì con 3 vittorie e altrettante sconfitte, 3.61 di ERA e .220 alla battuta contro di lui in 9 partite tutte da partente (52.1 inning).
Nel 2004 finì con 14 vittorie (8° della American League) e 8 sconfitte, 5.43 di ERA e .268 alla battuta contro di lui in 33 partite tutte da partente (8° della AL) (179.0 inning). Nel 2005 finì con 18 vittorie (2° dell AL) e 5 sconfitte, 3.79 di ERA e .251 alla battuta contro di lui in 32 partite tutte da partente con un incontro giocato interamente (202.0 inning).
Nel 2006 finì con 14 vittorie e 11 sconfitte, 4.40 di ERA e .278 alla battuta contro di lui in 33 partite tutte da partente con un incontro giocato interamente (6° della AL) (200.2 inning). Nel 2007 finì con 5 vittorie e 8 sconfitte, 6.29 di ERA e .284 alla battuta contro di lui in 20 partite di cui 16 da partente con un incontro giocato interamente (97.1 inning).
Nel 2008 finì con 22 vittorie (1° nella AL) e 3 sconfitte, 2.54 di ERA (1° della AL), 170 strikeout (9° della AL), 1.11 WHIP (2° della AL) e .253 alla battuta contro di lui in 31 partite tutte da partente con 4 incontri giocati interamente (2° della AL) di cui due senza subire punti (1° della AL) (223.1 inning) (2° della AL). Il 29 luglio 2009 venne ceduto con Ben Francisco ai Philadelphia Phillies in cambio di Jason Knapp dalle Minor League, Carlos Carrasco, Jason Donald e Lou Marson. Finì la stagione con 7 vittorie e 9 sconfitte, 3.14 di ERA e .278 alla battuta contro di lui in 22 partite tutte da partente con 3 incontri giocato interamente di cui uno senza subire punti (6° della AL) (152.0 inning).

### Philadelphia Phillies (2009)
Il 16 dicembre 2009 venne ceduto ai Seattle Mariners in cambio di Tyson Gillies dalle Minor League, Phillippe Aumont e J.C. Ramirez. Finì con 7 vittorie e 4 sconfitte, 3.39 di ERA e .261 alla battuta contro di lui in 12 partite tutte da partente con tre incontri giocati interamente (3° della NL) di cui uno senza subire punti (6° della NL) (79.2 inning).

### Seattle Mariners (2010)
Il 9 luglio 2010 venne ceduto ai Texas Rangers insieme a Mark Lowe in cambio di Matt Lawson dalle Minor League, Blake Beavan, Josh Lueke e Justin Smoak. Finì con 8 vittorie e 3 sconfitte, 2.34 di ERA, e .231 alla battuta contro di lui in 13 partite tutte da partente con 5 incontri giocati interamente di cui uno senza subire punti (103.2 inning).

### Texas Rangers (2010)
Con i Rangers finì con 4 vittorie e 6 sconfitte, 3.98 di ERA, 185 strikeout (10° della AL), 1.00 WHIP (1° della AL) e .248 alla battuta contro di lui in 15 partite tutte da partente con 2 incontro giocati interamente (108.2 inning). Il 1º novembre divenne per la prima volta free agent.

### Seconda volta con i Philadelphia Phillies (2011-)
Il 15 dicembre 2010 firmò un contratto di cinque anni per un totale di 120 milioni di dollari con un anno opzionale. Nel 2011 finì con 17 vittorie (4° della NL) e 8 sconfitte, 2.40 di ERA (3° della NL), 238 strikeout (2° della NL), 1.03 WHIP (3° della NL) e .229 alla battuta contro di lui (6° della NL) in 32 partite tutte da partente con 6 incontri giocati interamente (2° della NL), tutti senza subire punti (1° della NL) (232.2 inning) (4° della NL). Nel 2012 finì con 6 vittorie e 9 sconfitte, 3.16 di ERA (9° della NL), 207 strikeout (4° della NL), 1.11 WHIP (6° della NL) e .255 alla battuta contro di lui in 30 partite tutte da partente (211.0 inning) (7° della NL).
Nel 2013 finì con 14 vittorie (10° della NL) e 8 sconfitte, 2.87 di ERA (6° della NL), 222 strikeout (2° della NL), 1.01 WHIP (4° nella NL) e .232 alla battuta contro di lui (10° della NL) in 31 partite tutte da partente con due incontri giocati interamente (5° della NL) di cui uno senza subire punti (4° della NL) (222.2 inning) (3° della NL).

## Stili di lancio
Lee attualmente effettua 6 tipi di lanci:
- Prevalentemente una Sinker usando una presa da Two-seam Fastball (90 miglia orarie di media) alternando con una Change  usando una presa da Circle Change (84 mph di media), una Cutter (87 mph di media) e una Curve usando una presa da Knuckle Curve (74 mph di media).
- Raramente una Fourseam Fastball (91 mph di media), una Slider (81 mph di media).

## Vittorie
- Championship della National League: 1

Philadelphia Phillies: 2009
- Championship della American League: 1

Texas Rangers: 2010
- Division West della American League: 1

Texas Rangers: 2010
- Division Central della American League: 1

Cleveland Indians: 2007
- Division East della National League: 2

Philadelphia Phillies: 2009, 2011

## Premi
- (4) Convocazioni all'All-Star Game (2008, 2010, 2011, 2013)
- Cy Young Award dell'American League (2008)
- MLB Players Choice Outstanding Pitcher dell'American League (2008)
- MLB Players Choice Comeback Player dell'American League (2008)
- Comeback Player of the Year dell'American League (2008)
- (1) lanciatore del mese dell'American League (6/2010)
- (2) lanciatore del mese della National League (6/2011,8/2011)
- Cleveland BBWA Man of The Year Award (2008)

## Numeri di maglia indossati
- n° 65 con i Cleveland Indians (2002-2003)
- n° 34 con gli Indians (2003-2004)
- n° 31 con gli Indians (2005-2009)
- n° 34 con i Philadelphia Phillies (2009)
- n° 36 con i Seattle Mariners (2010)
- n° 33 con i Texas Rangers (2010)
- n° 33 con i Philadelphia Phillies (2011-)

## Salario
- 2003: 300.900$
- 2004: 303.200$
- 2005: 345.000$
- 2006: 406.200$
- 2007: 3.000.000$
- 2008: 4.000.000$
- 2009: 6.000.000$
- 2010: 9.000.000$
- 2011-2015: 120.000.000$ in cinque anni
- 2016: 27.500.000$ opzionale per i Phillies